# Peddeldrijver

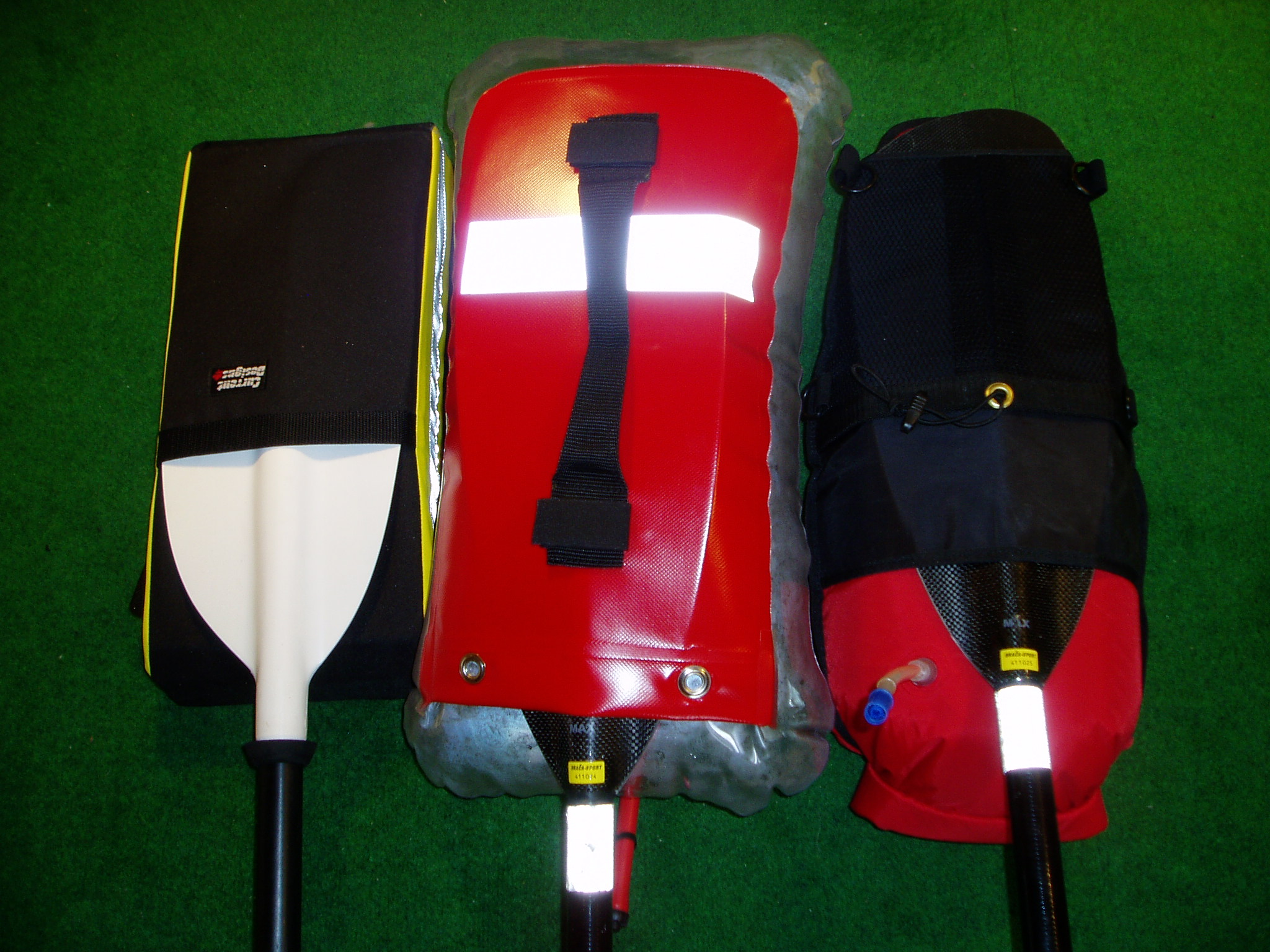
Drie verschillende peddeldrijvers

Een peddeldrijver (Engels: paddle float) is een hulpmiddel dat gebruikt wordt bij het leren kanovaren, als hulpmiddel waarmee peddelsteunen en de eskimorol mee geleerd kunnen worden. Soms is hij vervaardigd uit schuimplastic, maar meestal is hij opblaasbaar.
Hoewel niet erkend door de diverse instructie gevende instanties blijven een aantal mensen beweren dat het ook als reddingsmiddel gebruikt kan worden om in een omgeslagen kajak te kunnen klimmen. De peddeldrijver is bij hoge golven echter nauwelijks bruikbaar als reddingshulp. Redden met behulp van een andere kanovaarder is veel simpeler, sneller, minder vermoeiend en vooral betrouwbaarder. Daarom wordt altijd aangeraden om niet alleen op groot water te varen.